# Mercedes-Benz W121BII
La sigla Mercedes-Benz W121B II identifica il modello 190SL, una roadster di fascia medio-alta prodotta dal 1955 al 1963 dalla Casa automobilistica tedesca Mercedes-Benz.

## Storia e profilo
La 300 SL "Ali di gabbiano" all'epoca della sua messa in vendita, nonostante fosse una autovettura desiderata era troppo costosa per la maggior parte dei suoi ammiratori. L'importatore ufficiale della Mercedes-Benz negli Stati Uniti, Max Hoffman, che nel 1952 aveva premuto affinché la Casa di Stoccarda producesse in serie la 300SL, si rese conto di ciò, così pure la stessa Casa madre. Se ne resero conto ancor prima che la stessa 300SL fosse lanciata sul mercato. Pertanto Hoffmann sollecitò i vertici Daimler-Benz a progettare e realizzare autovettura che mantenesse il carattere sportivo della 300 SL, ma meno spinta e di media cilindrata, insomma più accessibile per un pubblico più ampio e con carrozzeria aperta.

Queste furono le premesse che motivarono la progettazione e la produzione della 190 SL che beneficiò anche, come nuova nata, di alcune innovazioni già introdotte nelle berline 180. La Mercedes-Benz, al momento della nascita della 190 SL contava 46.226 dipendenti e produceva 63.683 veicoli all'anno con una automazione, nel 1956, del 67% degli impianti produttivi; era quindi impegnata in uno sforzo di rinnovamento e di crescita.

### Progettazione e sviluppo
Uno degli imperativi era quello di risparmiare sui costi di produzione e quindi di avvalersi delle risorse disponibili. Venne scelto quindi il pianale della 180 W120, paciosa berlina da poco in listino, il più economico tra i pianali disponibili. Tale pianale venne debitamente rinforzato ed irrigidito dal tunnel centrale e da vari elementi scatolati longitudinalmente e trasversali, e ne venne anche ridotto il passo, sceso da 2.65 a 2.4 m. Nuovo fu invece il motore, un 4 cilindri in linea da 1.9 litri di cilindrata con distribuzione monoalbero in testa, denominato M121 ed in grado di erogare fino a 105 CV di potenza massima. Tale motore era derivato dal 3 litri utilizzato per la 300SL, del quale mantiene alcune caratteristiche. Non aveva una potenza molto elevata; il gruppo motore - cambio, fissato su di un telaio ausiliario, era ancorato su tre punti ammortizzati da grossi tamponi in gomma. Si otteneva così un sistema indipendente e isolato acusticamente dalla scocca. Era una scelta per privilegiare il comfort di marcia e indicava chiaramente la volontà, da parte dei progettisti, di produrre una vettura da turismo sportivo, che permettesse di percorrere le rilevanti distanze su strada abbastanza velocemente, ma senza eccessiva fatica per il pilota e passeggero; questa impostazione andava però a scapito della sportività, cioè della possibilità di prevedere esattamente il comportamento del veicolo in condizioni estreme sotto la spinta di un propulsore molto potente (i tamponi di gomma deformandosi elasticamente infatti introducevano dei giochi indesiderati o imprevedibili.
Ecco quindi la necessità di dotare la 190 SL di un propulsore non eccessivamente potente e di media cilindrata. Se infatti sul prototipo venne dapprima montato il sei cilindri di 3 litri della 300 poi si votò per il moderno M121 da 1897 centimetri cubici, leggermente super quadro anziché a corsa lunga, con valvole e albero a camme in testa, due carburatori doppio corpo Solex e in grado di sopportare regimi elevati.
Nel corso del 1961 il motore subì un aggiornamento con particolare riferimento alla conformazione della distribuzione e differenziandosi dal precedente M121 BII con la sigla M121 BIX. Dalla 220a W180 arrivarono le sospensioni a ruote indipendenti con avantreno a quadrilateri e retrotreno a ponte oscillante con articolazione centrale. Molle elicoidali ed ammortizzatori idraulici erano presenti su entrambi gli assi.
All'inizio del 1954 sbarcarono a New York due prototipi della nuova Mercedes 190 SL, pronti per essere esposti al Salone dell'Automobile tenutosi a febbraio. Terminata la kermesse, uno di essi proseguì in aereo per Los Angeles. Uno dei due prototipi era in versione Roadster stile da gara, con un singolo piccolo parabrezza per il guidatore, portiere a profilo ribassato e senza cristalli. L'altro prototipo era invece una vera e propria roadster da turismo, prefigurante quasi del tutto il modello definitivo. Entrambi i prototipi erano caratterizzati da una presa d'aria sul cofano. Ma Max Hoffmann chiese che la linea fosse ritoccata ulteriormente affinché la vettura somigliasse maggiormente alla più grande ed esclusiva 300SL, baffi sui parafanghi compresi. Le nuove vetture esposte raccolsero comunque consensi convincendo lo stesso Hoffmann a sollecitarne la produzione in serie in Germania secondo le specifiche richieste ed impegnandosi ad acquistarne 200 al mese.

### Debutto commerciale
Le strutture produttive necessarie furono pronte soltanto un anno dopo e nel marzo 1955, la 190SL, fu presentata al salone di Ginevra in veste definitiva, molto diversa dai due prototipi "americani": era di linea più signorile e meno aggressiva, il cofano era meno spiovente sulla calandra, il paraurti anteriore era più avvolgente e non era diviso in due parti, i caratteristici baffi stile 300 SL spuntarono anche sui passaruota posteriori (l'anno prima a New York erano assenti) e sparì anche la presa d'aria sul cofano. Inoltre la leva del cambio, prima al volante, venne posizionata sul pavimento. In maggio la produzione era finalmente avviata.
Nei primi mesi di commercializzazione, la 190SL fu proposta unicamente come roadster, ma al Salone di Francoforte di quello stesso 1955, l'offerta si ampliò con l'arrivo della coupé, che in realtà era comunque una decappottabile e si distingueva dalla versione aperta per un tettuccio rigido asportabile in lega d'alluminio in sostituzione della capote di tela e per i profili cromati sui baffi. Era anche possibile ottenere la roadster in versione alleggerita, una trasformazione sportiva simile al più spartano dei due prototipi Roadster originari, con porte in alluminio, lunetta di plexiglas sul parabrezza e senza cristalli laterali (di questa versione vennero prodotti 17 esemplari, di cui probabilmente uno fu l'unica 190 SL che si è saputo aver partecipato alla 1000 Miglia).

In realtà le portiere in alluminio andarono poi ad equipaggiare tutte le versioni di normale produzione. Il prezzo attorno ai 16.500 marchi contro i 29 000 della 300 SL era abbastanza alto; infatti in Italia una prestigiosa Ferrari 250 Gran Turismo, più vicina alla 300SL per fascia di mercato, costava solo il 37% in più mentre vetture paragonabili alla 190SL, come la Lancia Aurelia B24 o l'Alfa Romeo 1900 Super Sprint costavano il 25% in meno.

Ciononostante, la 190SL ottenne un buon successo. Le prestazioni non erano da vera sportiva, basti pensare che la velocità massima era di 173 km/h, poco brillanti anche all'epoca per un'auto da turismo come la 190SL, ma la vettura seppe comunque conquistare il cuore di molti clienti.

Poche furono le modifiche apportate alla 190SL nel corso della sua carriera: nel 1956 vi furono luci posteriori maggiorate e servofreno, oltre ad aggiornamenti di dettaglio. L'hard-top, optional prima realizzato in lega leggera, ora è in acciaio.

Nel 1959 viene ampliato il lunotto posteriore a favore della visibilità in manovra, mentre il motore subisce alcune migliorie.
Si son visti alcuni esemplari dotati sui parafanghi di prese d'aria con griglia cromata, analoghi a quelli della 300SL,della quale potevano adottare anche i fari, forse a seguito di operazioni di tuning ante litteram.
Per le vendite in Europa la produzione della 190SL cessa nella primavera del 1962, mentre prosegue per il mercato statunitense fino al febbraio 1963.